# Monika Fischer-Vorauer

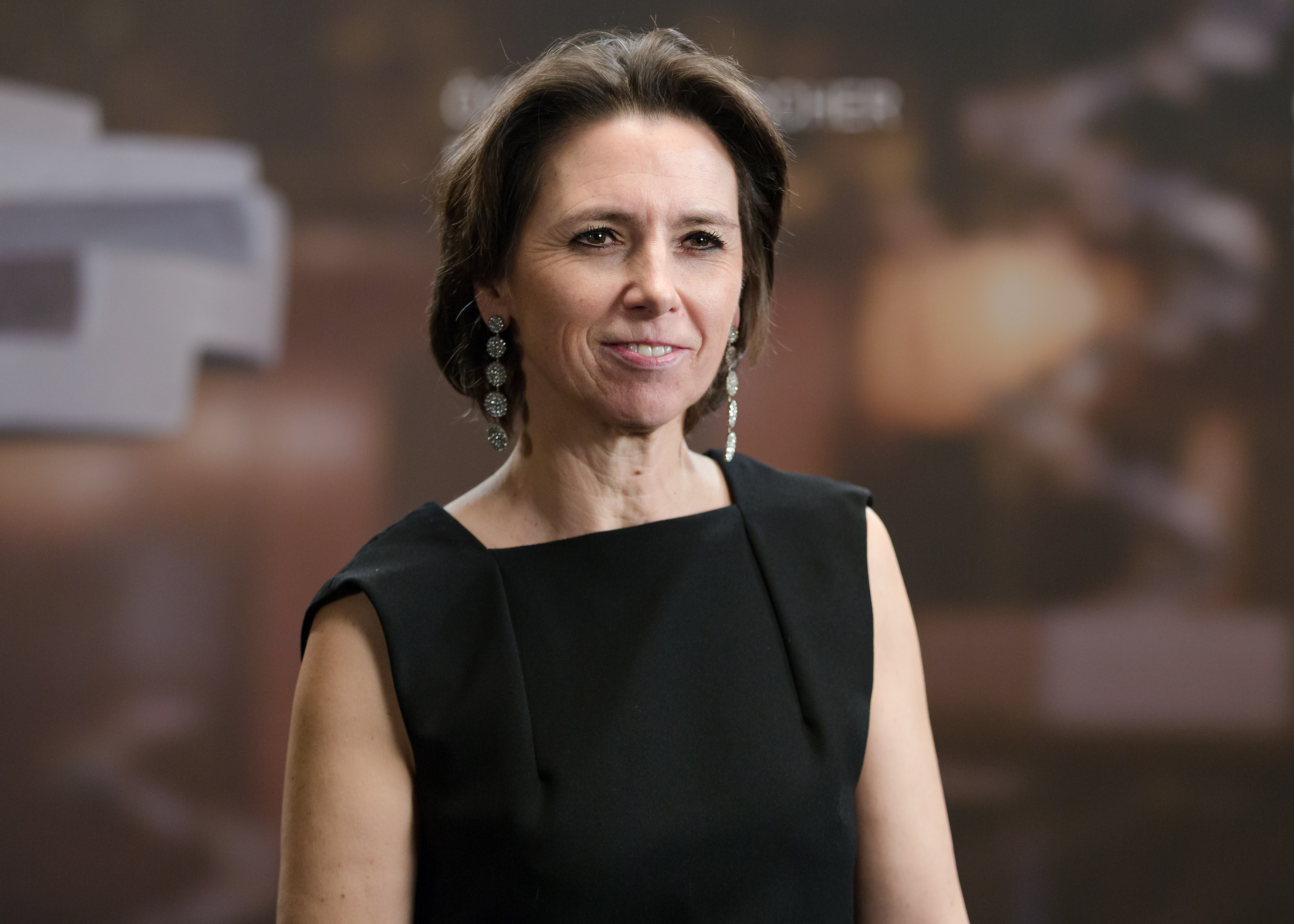
Monika Fischer-Vorauer (2017)

Monika Fischer-Vorauer (* 18. März 1965 in Riedau als Monika Vorauer) ist eine österreichische Maskenbildnerin.

## Leben
Monika Fischer-Vorauer absolvierte von 1980 bis 1983 eine Lehre für Friseure und Perückenmacher, anschließend machte sie von 1984 bis 1990 eine Ausbildung zur Maskenbildnerin im Theater in der Josefstadt. 2010/11 legte sie die Berufsreifeprüfung ab. Von 1990 bis 1994 war sie bei den Salzburger Festspielen tätig, von 1995 bis 1999 bei den Festspielen Reichenau. Seit 1994 war sie als Maskenbildnerin für den ORF tätig, zunächst als Angestellte, ab 1999 als freie Mitarbeiterin. Monika Fischer-Vorauer ist Mitglied der Akademie des Österreichischen Films und der Vereinigung der FilmmaskenbildnerInnen Österreichs.

## Auszeichnungen
- Österreichischer Filmpreis 2012 – Nominierung in der Kategorie Beste Maske für Vielleicht in einem anderen Leben, gemeinsam mit Karoline Strobl und Elisabeth Vollnhofer
- Österreichischer Filmpreis 2013 – Auszeichnung in der Kategorie Beste Maske für Die Vermessung der Welt, gemeinsam mit Michaela Oppl
- Österreichischer Filmpreis 2015 – Nominierung in der Kategorie Beste Maske für Die Mamba, gemeinsam mit Karoline Strobl
- Österreichischer Filmpreis 2017 – Auszeichnung in der Kategorie Beste Maske für Vor der Morgenröte, gemeinsam mit Andreas Meixner

## Filmografie (Auswahl)
- 1993: Die drei Musketiere (Assistenz)
- 1994: 71 Fragmente einer Chronologie des Zufalls (Assistenz)
- 1995: Schleier, Kreuz & Schwert – Die Welt der Babenberger (Fernsehdokumentation)
- 1998: Quintett komplett (Fernsehfilm)
- 2000: Die Ehre der Strizzis
- 2001: Die Windsbraut
- 2001: Spiel im Morgengrauen (Fernsehfilm)
- 2002: Da wo die Liebe wohnt (Fernsehfilm)
- 2002: Gebürtig
- 2004: Der Weihnachtshund (Fernsehfilm)
- 2004: Die Rückkehr des Tanzlehrers (Fernsehfilm)
- 2004: Tödlicher Umweg
- 2005: Kabale und Liebe (Fernsehfilm)
- 2006: 8 × 45 – Austria Mystery – Das Eis bricht
- 2006: Kronprinz Rudolfs letzte Liebe (Fernsehfilm)
- 2007: Franz Fuchs – Ein Patriot (Fernsehfilm)
- 2007: Tatort: Familiensache
- 2008: Das jüngste Gericht (Fernsehfilm)
- 2009: Böses Erwachen (Fernsehfilm)
- 2010: Schatten der Erinnerung (Fernsehfilm)
- 2011: Atmen
- 2011: Brand – Eine Totengeschichte
- 2011: Nur der Berg kennt die Wahrheit (Fernsehfilm)
- 2011: Tabu – Es ist die Seele ein Fremdes auf Erden
- 2011: Vielleicht in einem anderen Leben
- 2012: Die Vermessung der Welt
- 2014: Die Freischwimmerin (Fernsehfilm)
- 2014: Die Mamba
- 2014: Die Seelen im Feuer (Fernsehfilm)
- 2014: Eine Liebe für den Frieden – Bertha von Suttner und Alfred Nobel (Fernsehfilm)
- 2016: Vor der Morgenröte
- 2016: Das Sacher (Fernsehfilm)
- 2017: Wilde Maus
- 2018: Das Wunder von Wörgl (Fernsehfilm)
- 2019: Tatort: Wahre Lügen (Fernsehreihe)
- 2020: Tatort: Krank (Fernsehreihe)
- 2021: Landkrimi – Steirertod (Fernsehreihe)
- 2022: Schächten
- 2024: Andrea lässt sich scheiden